# 13e cérémonie des Empire Awards
La 13e cérémonie des Empire Awards a été organisée en 2008 par le magazine britannique Empire, et a récompensé les films sortis en 2007. Elle a été présentée par Rob Brydon.
Les récompenses sont votées par les lecteurs du magazine.

## Palmarès
Note : les gagnants sont indiqués en premier de chaque catégorie et typographiés en gras.

### Meilleur film
- La Vengeance dans la peau (The Bourne Ultimatum)
  - Harry Potter et l'Ordre du phénix (Harry Potter and the Order of the Phoenix)
  - Ratatouille
  - L'Assassinat de Jesse James par le lâche Robert Ford (The Assassination of Jesse James by the Coward Robert Ford)
  - Zodiac

### Meilleur film britannique
- Reviens-moi (Atonement)
  - Control
  - Hot Fuzz
  - Sunshine
  - This Is England

### Meilleur acteur
- James McAvoy pour le rôle de Robbie Turner dans Reviens-moi (Atonement)
  - Gerard Butler pour le rôle du Roi Léonidas dans 300
  - Daniel Radcliffe pour le rôle de Harry Potter dans Harry Potter et l'Ordre du phénix (Harry Potter and the Order of the Phoenix)
  - Simon Pegg pour le rôle de Nicholas Angel dans Hot Fuzz
  - Matt Damon pour le rôle de Jason Bourne dans La Vengeance dans la peau (The Bourne Ultimatum)

### Meilleure actrice
- Keira Knightley pour le rôle de Cecilia Tallis dans Reviens-moi (Atonement)
  - Angelina Jolie pour le rôle de Mariane Pearl dans Un cœur invaincu (A Mighty Heart)
  - Cate Blanchett pour le rôle d'Élisabeth I dans Elizabeth : l'Âge d'or (Elizabeth: The Golden Age)
  - Emma Watson pour le rôle de Hermione Granger dans Harry Potter et l'Ordre du phénix (Harry Potter and the Order of the Phoenix)
  - Katherine Heigl pour le rôle d'Allison Scott dans En cloque, mode d'emploi (Knocked Up)

### Meilleur réalisateur
- David Yates pour Harry Potter et l'Ordre du phénix (Harry Potter and the Order of the Phoenix)
  - Joe Wright pour Reviens-moi (Atonement)
  - Edgar Wright pour Hot Fuzz
  - Paul Greengrass pour La Vengeance dans la peau (The Bourne Ultimatum)
  - David Fincher pour Zodiac

### Meilleure bande originale
- Control
  - Reviens-moi (Atonement)
  - Hairspray
  - Harry Potter et l'Ordre du phénix (Harry Potter and the Order of the Phoenix)
  - Once

### Meilleur espoir
- Sam Riley pour le rôle de Ian Curtis dans Control
  - Gemma Arterton pour le rôle de Kelly dans St Trinian's : Pensionnat pour jeunes filles rebelles
  - Shia LaBeouf pour le rôle de Sam Witwicky dans Transformers
  - Saoirse Ronan pour le rôle de Briony Tallis (à 13 ans) dans Reviens-moi (Atonement)
  - Thomas Turgoose pour le rôle de Shaun dans This Is England

### Meilleur thriller
- American Gangster
  - Paranoïak
  - Les Promesses de l'ombre (Eastern Promises)
  - La Vengeance dans la peau (The Bourne Ultimatum)
  - Zodiac

### Meilleur film fantastique ou de science-fiction
- Stardust, le mystère de l'étoile (Stardust)
  - 300
  - Harry Potter et l'Ordre du phénix (Harry Potter and the Order of the Phoenix)
  - Sunshine
  - Transformers

### Meilleure comédie
- Hot Fuzz
  - En cloque, mode d'emploi (Knocked Up)
  - Ratatouille
  - Cours toujours Dennis (Run, Fat Boy, Run)
  - SuperGrave (Superbad)

### Meilleur film d'horreur
- 28 semaines plus tard (28 Weeks Later)
  - Chambre 1408 (1408)
  - 30 jours de nuit (30 Days of Night)
  - Boulevard de la mort (Death Proof)
  - Saw IV

### Special Award
- Shane Meadows pour sa contribution au cinéma britannique

### Inspiration Award
- Guillermo del Toro

### Icon Award
- Ewan McGregor